# Bulbophyllum novae-hiberniae
Bulbophyllum novae-hiberniae là một loài phong lan thuộc chi Bulbophyllum.